# Новосельцево (Митищинський міський округ)
Новосе́льцево (рос. Новосельцево) — присілок у складі Митищинського міського округу Московської області, Росія.

## Населення
Населення — 97 осіб (2010; 261 у 2002).
Національний склад (станом на 2002 рік):
- росіяни — 91 %